# Muzeum Pożarnictwa Ziemi Pomorskiej w Łasinie
Muzeum Pożarnictwa Ziemi Pomorskiej w Łasinie – muzeum położone w Łasinie. Placówka jest prowadzona przez Ochotniczą Straż Pożarną w Łasinie przy wsparciu finansowym gminy Łasin.
Muzeum powstało w 1976 roku. Obecnie jego siedzibą jest budynek OSP u zbiegu ulic: Kościelnej i Odrodzenia Polski. Na zbiory muzeum składają się eksponaty związane z pożarnictwem, pochodzące z XIX i XX wieku: sprzęt strażacki (m.in. motopompy, drabina, sikawki), umundurowanie, sztandary zdjęcia i dokumenty, w tym pochodzący z 1863 roku spis obsady jednej z sikawek.
Zwiedzanie muzeum jest możliwe w uzgodnieniu z dyżurującymi strażakami.